# Stuart Bell
Stuart Bell, Kt (16 de maio de 1938 — 13 de outubro de 2012), foi um político britânico.
Foi deputado do Partido Trabalhista eleito por Middlesbrough, desde 1983 até à data de sua morte.

## Biografia
Era filho de um mineiro de Durham e depois da escola, esteve envolvido na igreja e mais tarde foi repórter de um jornal antes de se tornar advogado.
Viveu e trabalhou em Paris durante algum tempo, antes de regressar a casa em 1977 para seguir a carreira na política.
Foi eleito deputado pelo círculo de Newcastle upon Tyne em 1980.
Morreu a 13 de outubro de 2012, devido a um cancro no pâncreas detectado recentemente.